# Выборы президента США в Род-Айленде (2024)
Вы́боры Президе́нта США 2024 го́да в Род-А́йленде прошли во вторник, 5 ноября 2024 года. В них приняли участие все 50 штатов, а также округ Колумбия. Избиратели Род-Айленда выбирали выборщиков, которые будут представлять их в Коллегии выборщиков, путём всенародного голосования. Род-Айленд имеет 4 голоса выборщиков в Коллегии выборщиков после перераспределения в результате переписи населения США 2020 года (штат сохранил имевшееся ранее количество голосов).

## Внутрипартийные выборы
Праймериз обеих партий состоялись 2 апреля 2024 года.

### Праймериз Демократической партии
| Кандидат             | Голоса | %    | Делегаты |
| -------------------- | ------ | ---- | -------- |
| Джо Байден           | 21 336 | 82,6 | 25       |
| Против всех          | 3834   | 14,8 | 1        |
| Дин Филлипс (снялся) | 660    | 2,6  | 0        |
| Всего                | 25 830 | 100  | 26       |

### Праймериз Республиканской партии
| Кандидат                 | Голоса | %    | Делегаты |
| ------------------------ | ------ | ---- | -------- |
| Дональд Трамп            | 10 898 | 84,5 | 17       |
| Никки Хейли (снялась)    | 1371   | 10,6 | 2        |
| Против всех              | 257    | 2,0  | 0        |
| Рон Десантис (снялся)    | 178    | 1,4  | 0        |
| Крис Кристи (снялся)     | 154    | 1,2  | 0        |
| Вивек Рамасвами (снялся) | 40     | 0,3  | 0        |
| Всего                    | 12 898 | 100  | 19       |

## Всеобщие выборы

### Предвыборная статистика
Обозначения:
- Р — равенство
- НП — небольшое преимущество
- ДП — достаточное преимущество
- СП — существенное, но преодолимое преимущество
- ОП — огромное преимущество

| Источник              | Рейтинг | По состоянию на: |
| --------------------- | ------- | ---------------- |
| Cook Political Report | ОП (Д)  | 19 декабря 2023  |
| Inside Elections      | ОП (Д)  | 26 апреля 2023   |
| Sabato's Crystal Ball | ОП (Д)  | 29 июня 2023     |
| DDHQ/The Hill         | ОП (Д)  | 14 декабря 2023  |
| CNalysis              | ОП (Д)  | 30 декабря 2023  |
| CNN                   | ОП (Д)  | 14 января 2024   |
| The Economist         | СП (Д)  | 13 июня 2024     |
| 538                   | СП (Д)  | 28 июня 2024     |
| RCP                   | ОП (Д)  | 26 июня 2024     |

### Опросы
Камала Харрис vs. Дональд Трамп
| Источник опроса             | Период проведения   | Размер выборки | Уровень погрешности | Камала Харрис Демократическая | Дональд Трамп Республиканская | НИ  |
| --------------------------- | ------------------- | -------------- | ------------------- | ----------------------------- | ----------------------------- | --- |
| Embold Research             | 16–20 сентября 2024 | 876 (ПИ)       | ±3,5%               | 52%                           | 38%                           | 10% |
| MassINC Polling Group       | 12–18 сентября 2024 | 800 (ПИ)       | ±3,9%               | 56%                           | 43%                           | 1%  |
| University of New Hampshire | 12–16 сентября 2024 | 683 (ПИ)       | ±3,7%               | 58%                           | 38%                           | 4%  |